# Олеанолевая кислота
Олеанолевая кислота или олеановая кислота это пятичленный тритерпеноид природного происхождения, схожий с Бетулиновой кислотой. Она широко распространения в продуктах питания и растениях, где находится в  свободной форме или в качестве агликона тритерпеноидных сапонинов.

## Содержание в природе
Олеаноловую кислоту обнаружили в оливковом масле, Phytolacca americana (лаконосе американском), Syzygium и в других его видах, чесноке и т.д. Впервые его обнаружили и выделили из нескольких растений, включая Olea europaea (листья, плоды), Rosa woodsii (листья), Prosopis glandulosa (листья и побеги), Phoradendron juniperinum (целое растение), Syzygium claviflorum (листья), Hyptis capitata (целое растение), Mirabilis jalapa и Ternstroemia gymnanthera (надземная часть). Ее содержат другие виды растений рода Syzygium, включая яванское яблоко (Syzygium samarangense) и розовое яблоко, а также Ocimum tenuiflorum (базилик священный).

## Фармакологические исследования
Олеаноловая кислота практически не токсична в качестве гепатопротекторного лекарственного средства и обладает противораковыми и противовирусными свойствами. В исследованиях in vitro обнаружили, что олеаноловая кислота обладает слабыми свойствами против ВИЧ и против гепатита С, но в качестве лекарственных средств применяют более сильнодействующие синтетические ее аналоги.
В 2005 году обнаружили аналог олеаноловой кислоты, синтетический тритерпеноид, мощный ингибитор воспалительных процессов в клетках. Он работает путем выработки интерферона-γ, индуцируемой синтазы оксида азота (iNOS) и циклооксигеназы-2 в макрофагах испытуемых мышей. Их считают чрезвычайно сильными индукторами фазы ответа-2 (например, путем восстановления НАДН-убихинон-оксиредуктазы и Гемоксигеназы-1), которые считают главными защитниками клетки от окислительногои электрофильного стресса.
В проведенном в 2002 году, исследовании крыс Уистара обнаружили, что олеаноловая кислота снижает качество и подвижность сперматозоидов, вызывая их стерильность. После прекращения употребления олеаноловой кислоты, самцы испытуемых крыс восстановили фертильность и успешно оплодотворили самок. Олеаноловую кислоту также применяют в доклиническом исследовании как эталон при реакции ингибирования гиалуронидазы, эластазы, матриксной металлопротеинкиназы и других веществ (которая схожа с исследованием сравнения активности анальгетика диклофенака натрия).